# Бомбардировка Катыр-Юрта
Бомбардировка Катыр-Юрта - эпизод Второй чеченской войны, произошедший 4 - 7 февраля 2000 года в рамках операции «Охота на волков», которой руководил командующий группой «Запад» генерал Владимир Шаманов. В ходе авиаудара по селению Катыр-Юрт Ачхой-Мартановского района Чечни было убито, по разным данным, от 46 до 167 человек.

## Предыстория
В начале февраля 2000 года, когда сопротивление боевиков в Грозном было сломлено, им был предложен мирный коридор для выхода из города, что являлось началом операции "Охота на волков". Первым селением на оговоренном маршруте была Алхан-Кала. Здесь, напоровшись на установленные федералами мины, боевики понесли крупные потери. Подорвались десятки человек, в том числе Шамиль Басаев, которому оторвало ногу. Из Алхан-Калы изрядно потрепанные отряды боевиков направились в горы. Для передышки и пополнения провизий они останавливались в попутных селах, в числе которых был и Катыр-Юрт. Боевики рассчитывали, что военные не будут атаковать эти села, поскольку они из-за скопления беженцев они уже были объявлены «зоной безопасности».

## Вхождение боевиков в Катыр-Юрт
Лукман-Зия Удинович Магомадов, 48 лет, проживающий в Закан-Юрте, улица Победы, 2, преподаватель: 
«Издалека мы могли видеть чеченских бойцов, которых было около 1500—2000. Часть из них была из Центральной Азии и Африки. Всю ночь они выходили по коридору и те, кого мы смогли окликнуть, сказали, что федеральные силы не обстреливали их по дороге. Они сказали, что не намереваются оставаться, напротив, хотят поскорее уйти.»
Это подтверждает и Лукан Ризванович Кацулов, 39 лет, проживающий по улице Победы, 1:
«1 февраля ночью в село вошли чеченские боевики. Их было около 2000 и они прошли по коридору от Грозного до Закан-Юрта. Я думаю, что они купили этот коридор, поскольку висевшие над ними вертолеты не стреляли. Коридор проходил по полям, а не по дороге. Они заняли школу и дом культуры, среди них были убитые и раненые. Как мне сказали, они должны продолжать свой путь в Шаами-Юрт и Катыр-Юрт».
Село Катыр-Юрт было освобождено от боевиков в декабре 1999 г., одним из первых в Урус-Мартановском районе совместными действиями федеральных войск и бойцов Бислана Гантамирова. В селе была создана военная комендатура. В феврале через село из Грозного отступали боевики Шамиля Басаева и Хаттаба. 5 февраля боевики вошли в Катыр-Юрт. При вхождении боевиков в село не было ни единого выстрела. Весь состав российской военной комендатуры заранее покинул селение.
Подразделения 138-й мотострелковой бригады (п. Каменка Ленинградской области) из группировки федеральных сил «Запад» преднамеренно допустили вход отрядов чеченских боевиков в Катыр-Юрт, который затем был блокирован и подвергся массированным ударам артиллерии и авиации. При этом из села не было эвакуировано мирное население. Действия российских войск привели к массовой гибели мирных жителей села. Жители не были уведомлены о возможном вторжении, а также о готовящейся военной операции. По мнению местных жителей, боевиков при желании можно было накрыть и авиацией, и артиллерией на подступах к Катыр-Юрту, поскольку они шли со стороны Шаами-Юрта, что на трассе Ростов — Баку. Куда пойдут боевики после Катыр-Юрта, российское командование легко могло просчитать: на Гехи-Чу, оттуда на Рошни-Чу, Шалажи и дальше на Шатой. От Катыр-Юрта до Гехи-Чу — два километра открытого пространства для нанесения ударов.

Магомед Илиасович Юнусов, 55 лет, житель Катыр-Юрта, улица Чкалова, 9:
«Чеченские бойцы вошли в село около 8:00-8:30 5-го февраля, и российские войска начали обстреливать село. Вместе с другими я прятался в погребе до полудня. „Гантемировцы“ объявили, что будет гуманитарные коридор между 3-4 дня. Сообщение распространилось по всему селу. Покуда мы собирались и выходили на дорогу на Ачхой-Мартан, оказавшись в 200-х метрах от села, начался обстрел. Были мертвые и раненые, люди с оторванными конечностями. Мальчишек 3-4-х лет. На 2 части разорвало легковую машину и всех, кто был в ней, разбросало в разные стороны».
Руслан Бочарев, 34 года: 
«Разговоры о коридоре мы услышали случайно от соседей. Сами мы им не воспользовались, военным мы не верим. Вместе с двумя другими жителями мы ползли через поля в направлении Ачхой-Мартана. Мы видели, как колонна беженцев в коридоре была обстреляна».
Однако, по заявлению общества «Мемориал», в ночь с 6 на 7 февраля бандиты свободно вышли из села. И только потом, не предупредив и не дав возможности жителям выйти из села, федеральная авиация и артиллерия начали бомбардировку.

## Последствия бомбардировки села
По данным военной прокуратуры, в ходе бомбардировки погибло 46 чеченских жителей, однако, как считают правозащитники, жертв было втрое больше.  Центральная улица — улица Чкалова — полностью уничтожена, ни одного целого дома не осталось. После массированной пятичасовой бомбардировки людям разрешили наконец-таки покинуть село. Но и по дороге в Ачхой-Мартан их продолжали бомбить и обстреливать.
Когда бомбардировка прекратилась, перед беженцами приземлился вертолет. Из него вышел генерал Шаманов. К генералу подбежал Рамзан Аслаханов, который был главой администрации села еще при советской власти. Он потребовал от генерала объяснений. Шаманов обозвал жителей села сволочами: "зачем пропустили боевиков через село?"
Жители Катыр-Юрта Иса и Ахмед:

       " Не было бы так обидно, если бы боевики оказали федералам сопротивление. Ведь мы надеялись, что военная комендатура нас защитит от бомбежек. Зачем же её тогда поставили?"

## Судебное разбирательство по факту бомбардировки
Одна из жительниц села, Зара Исаева, обратилась с жалобой в Европейский суд по правам человека (ЕСПЧ) в связи с гибелью своего сына и трех племянниц во время нападения. 24 февраля 2005 года ЕСПЧ вынес решение по делу «Исаева против России», в котором признал, что имело место нарушение статьи № 2 Конвенции о защите прав человека и основных свобод (право на жизнь), поскольку операция не была спланирована и проведена так, чтобы защитить жизнь родственников Зары Исаевой. 2 декабря 2010 года ЕСПЧ подтвердил эти выводы и в деле «Абуева и другие против России», обязав Россию к выплате компенсаций в 1,72 миллиона евро за гибель 24 жителей Чечни при бомбардировках в Катар-Юрте. ЕСПЧ также указал на необходимость проведения нового расследования бомбардировки в Катыр-Юрте для установления и наказания виновных. Впрочем, судьи признали, что авианалет мог быть обоснован. Страсбургский суд счёл, что «использование силы со смертельным исходом» могло быть оправдано, однако «использование в населенных пунктах артиллерии и авиационных бомб без предварительной эвакуации мирных граждан несопоставимо со степенью безопасности, которая ожидается от правоохранительных органов в демократическом обществе».
Однако в итоге следователи российской военной прокуратуры и военного следственного отдела неоднократно возобновляли и прекращали расследование уголовного дела, возбужденного по факту массового убийства гражданских лиц в Катыр-Юрте. Расследование дела несколько раз вновь возбуждалось и прекращалось «в связи с отсутствием состава преступления в действиях офицеров вооруженных сил РФ». В последний раз расследование было прекращено 9 марта 2013 года постановлением заместителя руководителя третьего военно-следственного отдела Следственного комитета России по Южному военному округу Т. Пехливана.